# Corias (Asturien)
Corias ist eines von 15 Parroquias in der Gemeinde Pravia der autonomen Region Asturien in Spanien.
 Die 208 Einwohner (2011) leben in 7 Dörfern auf einer Fläche von 10,75 km². Corias, der Hauptort der gleichnamigen Parroquia liegt 7 km von der Gemeindehauptstadt entfernt. Der Rio Narcea fließt durch das Parroquia.

## Sehenswertes
- Kirche (Iglesia) San Miguel de Luerces – Grundsteinlegung 1079
- Kloster (Monasterio) de Cornellana
- San Juan Bautista de Corias
- Sidramostereien

## Dörfer und Weiler im Parroquia
- Corias (Courias) – 77 Einwohner 2011 43° 27′ 5″ N, 6° 8′ 11″ W
- Las Campas – 12 Einwohner 2011
- Luerces (Lluercis) – 29 Einwohner 2011 43° 25′ 48″ N, 6° 8′ 42″ W
- Palla – 19 Einwohner 2011 43° 27′ 30″ N, 6° 8′ 1″ W
- Repollés (Repollis) – 43 Einwohner 2011 43° 26′ 44″ N, 6° 8′ 7″ W
- Vegañán (Veigañán) – 21 Einwohner 2011 43° 27′ 44″ N, 6° 7′ 30″ W
- Villanueva – 7 Einwohner 2011 43° 27′ 38″ N, 6° 7′ 48″ W

## Feste und Feiern
- 10. August, „Fiesta Sacramental“ in Corias
- 27. September, „Fiesta de San Cosme y San Damián“ in Corias
- 22. Juli „Fiesta de la Magdalena“ in Repolles
- 27. Juli „Fiesta de San Pantaleón“ in Repolles